# Бетмен (телесеріал)
«Бетмен» (англ. Batman) — американський телевізійний серіал 1960-х років, заснований на коміксах компанії DC Comics. Основні персонажі серіалу, Бетмен і Робін — герої у масках, що борються зі злочинністю у вигаданому місті Ґотем-сіті. Серіал демонструвався телемережею American Broadcasting Company (ABC) два з половиною сезони з 12 січня 1966 по 14 березня 1968 року. Оскільки більшу частину часу показу в тиждень виходило по дві серії, всього було відзнято і показано 120 серій «Бетмена».
Незважаючи на те, що серіал має вельми нехитрий сюжет і порівняно з іншими фільмами про пригоди Бетмена, знятими на сьогоднішній день, нагадує швидше пародію на них, він досить популярний у США і вважається класичним. Посилання до нього можна знайти у різних комедійних фільмах і анімаційних серіалах («Сімпсони», «Гріффіни» та інших).

## Сюжет
Багатий підприємець Брюс Вейн і його підопічний Дік Ґрейсон ведуть подвійне життя, таємно будучи борцями зі злочинністю Бетменом і Робіном. Місту Ґотем-сіті, де відбувається дія серіалу, постійно загрожують різні лиходії: Джокер, Загадник, Пінгвін, Жінка-кішка і Містер Фриз. Будучи не в змозі самостійно впоратися із загрозою, влада міста в особі мера Лінсіда і комісара поліції Ґордона по спеціальному телефону викликають на допомогу героїв у масках, які сідають у Бетмобіль і поспішають на бій з черговим лиходієм, незмінно здобуваючи над ним верх.
У третьому сезоні серіалу до дуету героїв приєднується Бетґьорл, в реальному житті співробітниця бібліотеки і дочка комісара Ґордона, Барбара.

## У ролях

### Постійний акторський склад
- Адам Вест — Бетмен / Брюс Вейн
- Берт Ворд — Робін / Дік Ґрейсон
- Алан Напье — Альфред
- Ніл Хемілтон — комісар Джеймс Ґордон
- Стеффорд Репп — начальник поліції Майлз О'Хара
- Медж Блейк — тітонька Херріет Купер
- Івонн Крейг — Бетґьорл / Барбара Ґордон
- Байрон Кейт — мер Джон Лінсід
- Вільям Дозьє — оповідач

### Запрошені актори
- Сізар Ромеро — Джокер
- Берджесс Мередіт — Пінгвін
- Джулі Ньюмар і Ерта Кітт — Жінка-кішка
- Френк Горшін і Джон Остін — Загадник
- Джордж Сандерс, Отто Премінгер і Елай Воллак — Містер Фріз
- Девід Вейн — Божевільний капелюшник
- Вінсент Прайс — Egghead
- Кліфф Робертсон — Шейм

З невеликими ролями у серіалі з'являлися багато відомих акторів, такі як Едвард Г. Робінсон, Таллула Бенкхед, Вінсент Прайс, Брюс Лі.